# Sachatamia ilex
Espèce
Synonymes
- Centrolenella ilex Savage, 1967
- Centrolene ilex (Savage, 1967)

Statut de conservation UICN

 LC  : Préoccupation mineure
Sachatamia ilex est une espèce d'amphibiens de la famille des Centrolenidae.

## Répartition
Cette espèce se rencontre de 60 à 1 420 mètres d'altitude, :
- dans l'est du Nicaragua ;
- au Costa Rica ;
- au Panamá ;
- en Colombie sur la côte pacifique dans les départements de Chocó et de Valle del Cauca ;
- dans le nord-ouest de l'Équateur dans les provinces d'Esmeraldas et de Pichincha.

## Description

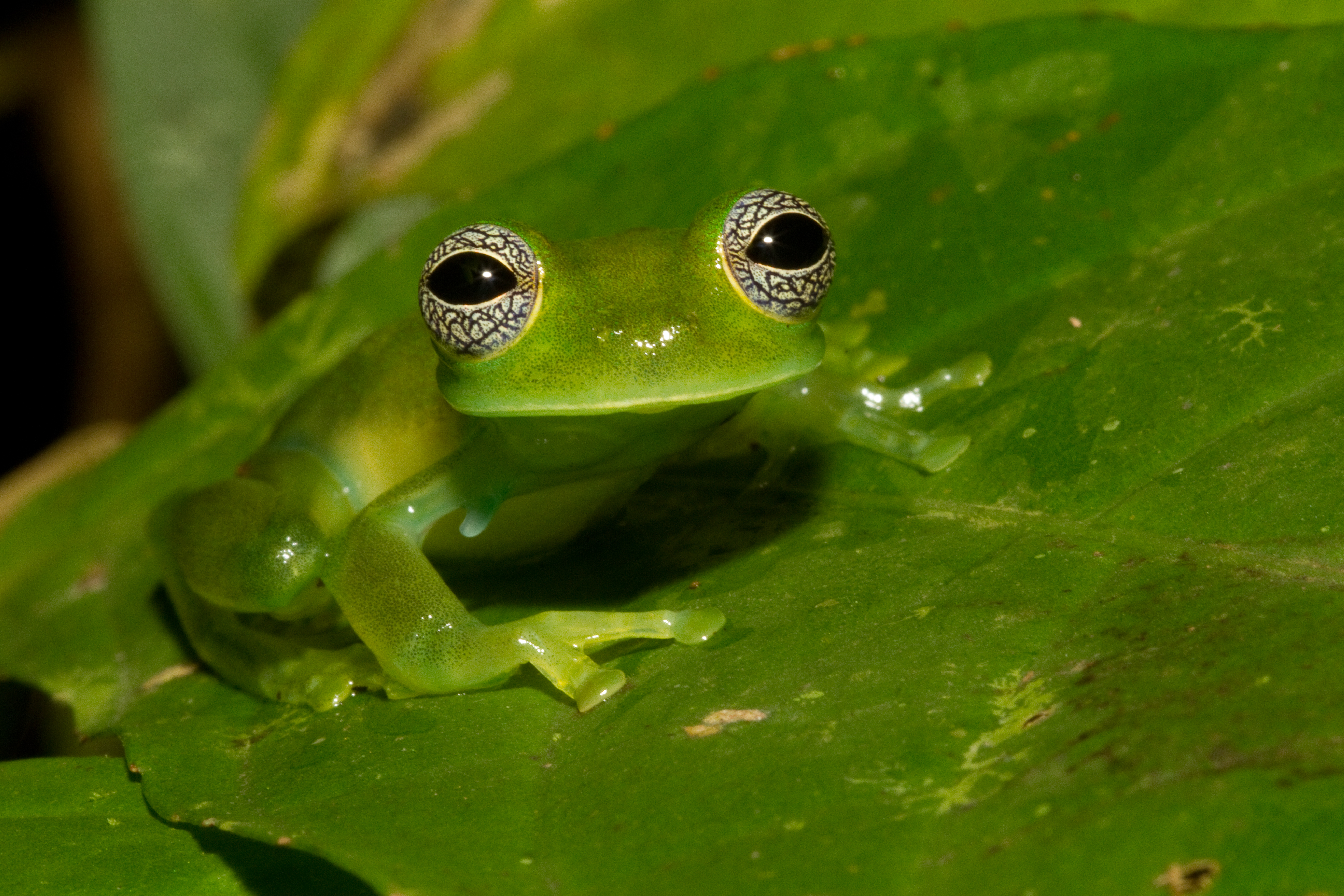
Sachatamia ilex

Sachatamia ilex mesure jusqu'à 37 mm.

## Publication originale
- Savage, 1967 : A new tree-frog (Centrolenidae) from Costa Rica. Copeia, vol. 1967, no 2, p. 325-331.